# Eilert Troilius
Eilert Troilius, född 17 juli 1702 i Stockholm, död 17 juli 1762 i Karlskrona, var en svensk postmästare, riksdagsledamot och politiker.

## Biografi
Eilert Troilius föddes 1702 i Stockholm. Han var son till kyrkoherden Olaus Troilius (1669–1727) och Anna Margareta Ehrenreuter i Jämshögs församling. Troilius blev 1728 kommissarie i Göta hovrätt och 1732 postmästare i Sölvesborg. Han blev 1742 postdirektör i Karlskrona. Troilius avled 1762 i Karlskrona.
Troilius var riksdagsledamot för borgarståndet i Sölvesborg vid riksdagen 1742–1743.
Troilius gifte sig 1728 med Petronella Blanxia.